# Stéphane Blot
Stéphane Claude Blot (1972) è un pilota motociclistico francese ritiratosi dall'attività agonistica.

## Carriera
Uno dei primi superider professionisti, detiene due titoli francesi supermoto e ha partecipato al Campionato del Mondo Supermoto per molti anni. In seguito si è dedicato alle sole competizioni nazionali nel proprio Team Yamaha Blot Racing. Al termine del campionato francese del 2010 ha annunciato di volersi ritirare dall'agonismo attivo per continuare la sua attività solamente come team manager.

## Palmarès
- 1995: 9º posto Campionato Francese Supermoto classe Prestige
- 1996: 7º posto Campionato Francese Supermoto classe Prestige
- 1997: 5º posto Campionato Francese Supermoto classe Prestige
- 1998: 5º posto Campionato Francese Supermoto classe Prestige
- 1999: 10º posto Campionato Francese Supermoto classe 400cc (su Yamaha)
- 1999: 6º posto Campionato Francese Supermoto classe Prestige (su Yamaha)
- 2000: Campione Francese Supermoto classe 400cc (su Yamaha)
- 2000: 10º posto Campionato Francese Supermoto classe Prestige (su Yamaha)
- 2000: 19º posto Campionato Europeo Supermoto (su Yamaha)
- 2001: 3º posto Campionato Francese Supermoto classe 400cc (su Husqvarna)
- 2001: 6º posto Campionato Francese Supermoto classe Prestige (su Husqvarna)
- 2001: 9º posto Campionato Europeo Supermoto (su Husqvarna)
- 2002: 2º posto Campionato Francese Supermoto classe 450cc (su Husqvarna)
- 2002: 2º posto Campionato Francese Supermoto classe Prestige (su Husqvarna)
- 2002: 20º posto Campionato Europeo Supermoto (su Husqvarna)
- 2002: 10º posto Campionato del Mondo Supermoto (su Husqvarna)
- 2002: 14º posto Guidon d'or di Parigi (su Husqvarna)
- 2003: 2º posto Campionato Francese Supermoto classe Prestige (su Yamaha)
- 2003: 19º posto Campionato del Mondo Supermoto (su Yamaha)
- 2003: Campione Europeo Supermoto delle Nazioni (Team France) (su Yamaha)
- 2004: Campione Francese Supermoto classe 450cc (su Yamaha)
- 2004: 30º posto Campionato del Mondo Supermoto S2 (su Yamaha)
- 2004: 2º posto generale Supermoto delle Nazioni (Team France) (su Yamaha)
- 2005: 7º posto Campionato Francese Supermoto classe 450cc (su Yamaha)
- 2005: 14º posto Campionato del Mondo Supermoto S2 (su Yamaha)
- 2006: 4º posto Campionato Francese Supermoto classe 450cc (su Yamaha)
- 2007: 5º posto Campionato Francese Supermoto classe 450cc (su Yamaha)
- 2007: 43º posto Campionato del Mondo Supermoto S1 (su Yamaha)
- 2008: 2º posto Campionato Francese Supermoto S2 (su Yamaha)
- 2008: 2º posto generale Supermoto delle Nazioni (Team France) (su Yamaha)
- 2009: Campione di Spagna Supermoto S2 (su Yamaha)
- 2009: Campione Francese Supermoto S2 (su Yamaha)
- 2009: 3º posto Campionato Francese Supermoto classe Supercampione (su Yamaha)
- 2010: 26º posto Campionato Svizzero Supermoto classe Prestige (1 gara su 8) (su Yamaha)
- 2010: 2º posto Campionato Francese Supermoto classe S2 (su Yamaha)
- 2011: 5º posto Campionato Francese Supermoto classe Prestige (su Suzuki)
- 2011: 8º posto Supermotard Indoor De Tours (su Suzuki)